# تعریف‌گرایی
تعریف گرایی (انگلیسی: Definitionism)، بر این نظر است که تبیین مناسب یک نظریه شامل تمام مفاهیم مورد استفاده آن نظریه است که به خوبی تعریف شده باشند.

## تعریف
۱- شناساندن، تعریف (definition) ذکر چیزی که از شناخت آن، شناخت چیز دیگری لازم آید.
۲- قصد انجام چیزی که وقتی که کسی از آن، تصوری داشته باشد می‌تواند چیز دیگری را بشناسد و انجام این فعل یا توسط بیان ممکن است یا توسط اشاره.
۳- طریق رسیدن به معلوم تصوری، این طریق را قول شارح یا حدّ می‌نامند.

## دو نوع تعریف
1. تعریف حقیقی، تعریفی است که مقصود از آن دست‌یابی به تصوراتی است که در دست نیست.
2. تعریف لفظی، تعریف لفظی عبارت از اشاره به تصوری است که در ذهن موجود است.

حال اگر لفظی که برای معنائی وضع شده‌است، واضح نباشد، توسط لفظ دیگری تفسیر می‌گردد.

## مقصود از تعریف
مقصود از تعریف، کلاً این است که تصور شیء، از لحاظ محتوایی که دارد در ذهن حضور یابد.
اگر تعریف به محتوای مفردی تعلق گیرد، تعریف مفرد نامیده می‌شود و اگر محتوا متعدد باشد، تعریف مرکب نامیده می‌شود.
محتویات تعریف شیء، یا مقوّم آن است یا لازم آن یا عارض آن.

## تعرف مفرد
تعریف مفرد به چیزی که مقوّم تعریف باشد، تعریف به فصل شیء است. مثل: انسان ناطق است. تعریف مفرد به چیزی که لازم تعریف باشد، تعریف به خاصه است. مثل: مثلث شکلی است که زوایای آن برابر دو قائمه باشد.

## تعریف مرکب
تعریف مرکب به چیزی که مقوم تعریف باشد، تعریفی است که وقتی بعضی از شرایط آن موجود باشد، حدّ تامّ است. مثل: انسان حیوان ناطق است. تعریف مرکب به چیزی که جزء مقومات تعریف نباشد، تعریفی است که وقتی بعضی شرایط آن موجود باشد، رسم نامیده می‌شود.

## رسم تام
رسم تام تعریفی است که مرکب از جنس قریب و خاصه باشد، مثل تعریف انسان به حیوان خنده ناک.

## فرق حد و تعریف
فرق حد و تعریف این است که حد دال بر ماهیت شیء و مرکب از جنس و فصل است، در حالی که مقصود از تعریف فقط حصول صورت شیء در ذهن یا توضیح آن است. پس هر حدّی تعریف است اما هر تعریفی حدّ تام نیست بلکه ممکن است حد ناقص باشد یا رسم تام یا رسم ناقص.